# Křižák mramorovaný
Křižák mramorovaný (Araneus marmoreus) je pavouk z čeledi křižákovitých. Objevuje na loukách s vysokou trávou nebo na okrajích lesů. Svým zbarvením se řadí mezi nejhezčí křižáky.

## Popis
Hlavu a hruď má světle hnědou a uprostřed s tmavým proužkem. Na spodní části zadečku je jasně patrný žilkovaný vzor, připomínající mramor. Dospělá samice dorůstá až 14 mm.

## Způsob života
Pevnou a hustou síť si staví asi 120 cm nad zemí. Klasy trávy nebo spletené listy jsou často propojeny se signálním vláknem sítě. V přírodě se mláďata vyskytují hojně na jaře, zato dospělci od srpna do října. Živí se především mouchami a motýly.

## Rozmnožování
Samec upřede k síti samice své vlastní vlákno.Brnkáním na něj samici říká že není kořist ale partner.Při troše štěstí samice vyběhne samcovi naproti a nastaví k němu pohlavní otvor.Samec dychtivě přiběhne a dotkne se bulby naplněnými spermatem pohlavního otvoru samice.V tom okamžiku samice uchvátí samce silnýma nohama, obalí pavučinami, usmrtí jedem z klepítek a sežere.Několik týdnů po páření samice žije normálním způsobem.Zadeček se mezi tím silně zvětší.V říjnu samice naklade vajíčka do pavučinového kokonu a uhyne.Vajíčka přezimují.